# Борисевич, Иван Андреевич
Ива́н Андре́евич Борисе́вич (13 марта 1917, Ачинский уезд, Енисейская губерния — 22 ноября 1981, Красноярск) — участник Великой Отечественной войны, командир орудия 971-го артиллерийского полка (110-я стрелковая дивизия, 50-я армия, 2-й Белорусский фронт), старший сержант. Герой Советского Союза.

## Биография
Родился Иван Андреевич 13 марта 1917 года в деревне Александровка. Белорус. Его родители происходили из села Озаричи Пинского уезда Минской губернии (ныне Республика Беларусь, Брестская область, Пинский район).
После окончания начальной школы работал в колхозе молотобойцем, а затем кузнецом. В 1939 году был призван в ряды Красной Армии, служил на Дальнем Востоке.
В 1942 году был направлен на Центральный фронт. Член ВКП(б)/КПСС с 1942 года.
29 февраля 1944 года, когда батарея поддерживала наступление второго батальона 1262-го стрелкового полка возле деревни Яново (Быховский район Могилевской области), противник крупными силами пехоты при поддержке восьми танков, в том числе двух «тигров», перешел в контратаку, обрушив на артиллеристов ураганный артиллерийско-минометный огонь. Из всего расчета старшего сержанта Ивана Борисевича в строю остался он один. Он тоже был ранен, но не покинул орудия и продолжал единоборство с немецкими танками. В этом героическом поединке Борисевич сжег два немецких танка и заставил остальных бежать с поля боя. Тяжелый «тигр» пытался раздавить его орудие, но, получив в лоб четыре прямых попадания, также был вынужден повернуть обратно. Батарея была спасена, контратака отбита, а занимаемый рубеж удержан в наших руках.
В ожесточенных боях за высоту 169,5 (Быховский район Могилёвской области) с 25 по 28 марта 1944 года орудие старшего сержанта Борисевича в составе батареи отбило ряд ожесточенных контратак пехоты противника, поддержанных танками и самоходными эту важную высоту.
Участвовал в параде Победы 24 июня 1945 года в Москве.
После войны старшина запаса И. А. Борисевич вернулся на родину, работал председателем колхоза в Александровке. С 1961 года — пенсионер, жил в Красноярске.
Похоронен на Бадалыкском кладбище в Красноярске.
Был женат, в семье было четверо детей.

## Награды
- Орден Ленина.
- Орден Красного Знамени.
- Орден Отечественной войны I степени.
- Орден Славы III степени.
- Медали.

## Память

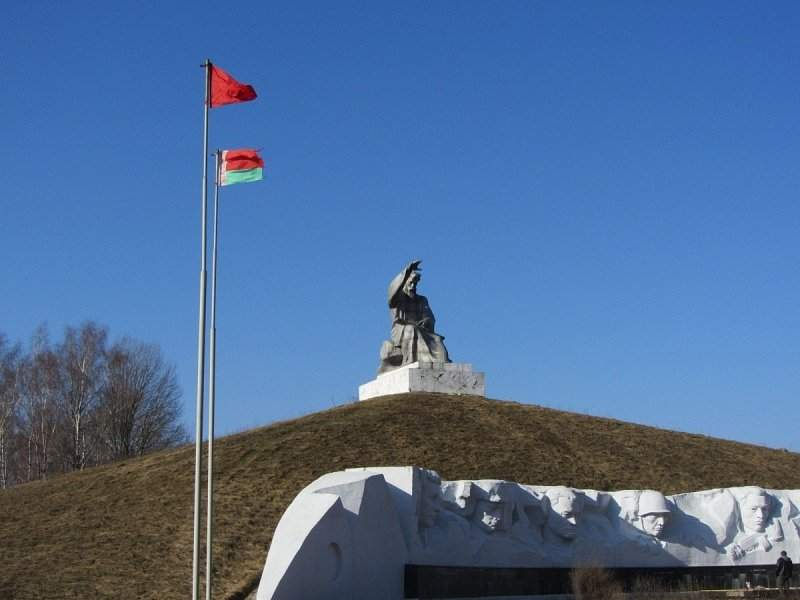
Мемориальный комплекс «Лудчицкая высота» около Лудчицы

- На стене мемориального комплекса «Лудчицкая высота» около Лудчицы Быховского района Могилёвской области Республики Беларусь указано имя и в камне высечен образ Героя с барельефами ещё пяти человек, которые отличились в боях с врагами на высоте 150.9 м и освобождении Быховщины, получивших звание Героя Советского Союза за бой на этой высоте.
- Ежегодно проводится республиканский турнир по боксу, посвящённый памяти отважного артиллериста.
- Улица Борисевича И. А. находится в Ленинском районе, в его юго-восточной части. Выстроена по принципу небольшого замкнутого в квадрат микрорайона. Застройка представлена типовыми 9-этажными и 5-этажными домами, в центре застройки две школы, два детских садика, спортивные площадки. В непосредственной близости раскинулся поселок Шинников, улицы которого имеют вид типичный для городской окраины: одноэтажные дома, палисады, заборы.